# أنجيلو أورلاندو
أنجيلو أورلاندو (بالإيطالية: Angelo Orlando)‏ (11 أغسطس 1965 بسان كاتالدو في إيطاليا - ) هو لاعب كرة قدم إيطالي في مركز الوسط. لعب مع إنتر ميلان ونادي أودينيزي ونادي تريستينا ونادي فاريسي ونادي كريمونيسي ويوفي ستابيا.

## وصلات خارجية
- أنجيلو أورلاندو على موقع قاعدة بيانات كرة القدم.إي يو (الإنجليزية)